# Disney Junior – Live on Stage!
Disney Junior – Live on Stage! est un ancien spectacle sur les personnages de la chaîne Disney Junior. Il a été joué dans les parcs Disney's Hollywood Studios, Disney California Adventure et aux Walt Disney Studios. 

## Déroulement du spectacle
Le spectacle commence avec les personnages de La Maison de Mickey. Mickey souhaite organiser une fête surprise pour l'anniversaire de Minnie et propose à chacun de jouer un rôle dans ces festivités : Daisy s'occupera de la décoration, Dingo du gâteau d'anniversaire et Donald de la musique.
Le public est invité à participer et à inviter les personnages des autres séries de Playhouse Disney en appelant une sorte d'écran télé par des "Oh toodles!" (« Oh tourniquet! » pour la version française).
Le décor représente un livre géant dont on tourne les pages et d'où sortent les personnages, animées comme des marionnettes par-dessous le sol.
Le tout est animé par un(e) cast member qui fait participer et chanter les visiteurs.
Les séries représentées sont dans l'ordre : La Maison de Mickey, Manny et ses outils, Les Petits Einstein et Mes amis Tigrou et Winnie.
À la fin, Minnie sonne à la porte et tout le monde crie "Surprise !" et fête avec elle son anniversaire. À partir de 2011-2013 les versions américaines sont modifiées. Les séquences, sauf la Maison de Mickey, sont remplacées par de nouvelles : Princesse Sofia, Docteur La Peluche et Jake et les Pirates du Pays imaginaire.
Le nom de l'attraction devient donc Disney Junior Live on Stage!.

### Disney's Hollywood Studios
L'attraction était située dans Animation Courtyard.
- Ouverture : 4 mars 2011
- Fermeture : 1er septembre 2018
- Personnages actuels : La Maison de Mickey, Princesse Sofia, Jake et les Pirates du Pays imaginaire, Docteur La Peluche.
- Anciens personnages : Tiber et la Maison Bleue, Winnie l'ourson et ses amis, Stanley, Rolie Polie Olie, Handy Manny, Mes amis Tigrou et Winnie, Little Einstein.
- Remplacé par :
  - Disney Junior Dance Party! (2018 - 2020)
- Versions précédentes :
  - Bear in the Big Blue House: Live on Stage du 7 juin 1999 au 4 août 2001
  - Playhouse Disney Live on Stage! du 1er octobre 2001[1] à janvier 2011

### Disney California Adventure
L'attraction était située dans Hollywood Boulevard.
- Ouverture : 25 mars 2011
- Fermeture : 26 mai 2017
- Personnages actuels : La Maison de Mickey, Princesse Sofia, Jake et les Pirates du Pays imaginaire, Docteur La Peluche.
- Anciens personnages : Tiber et la maison bleu, Winnie l'ourson et ses amis, Stanley, Rolie Polie Olie, Muppet Babies, Handy Manny, Mes amis Tigrou et Winnie, Little Einstein.
- Remplacé par :
  - Disney Junior Dance Party!
- Version précédente :
  - Playhouse Disney Live on Stage! du 11 mars 2003[2] à janvier 2011

### Walt Disney Studios
L'attraction était située dans Production Courtyard, dans le bâtiment de Disney Channel France, juste à gauche de Stitch Live!
- Ouverture : 4 avril 2009[3]
- Fermeture : 31 mars 2019
- Personnages actuels : Handy Manny, Mes amis Tigrou et Winnie, La Maison de Mickey, Little Einstein
- Rencontre personnages dans le pré-show (du 28 septembre 2013 jusqu’à fin 2017) : princesse Sofia et Jake le pirate
- Remplacé par :
  - Disney Junior Dream Factory
- Attraction précédente :
  - Walt Disney TV Tour: CyberSpace Mountain de 2002 à 2007
  - Playhouse Disney Live on Stage! du 4 avril 2009 au 27 septembre 2013